# Lipsothrix kashmirica
Lipsothrix kashmirica är en tvåvingeart som beskrevs av Alexander 1935. Lipsothrix kashmirica ingår i släktet Lipsothrix och familjen småharkrankar. Inga underarter finns listade i Catalogue of Life.